# 美しき獲物
『美しき獲物』（Knight Moves）は、1992年のアメリカ・ドイツ合作映画。

## 概要
チェスの大会と連続殺人を絡めたサスペンス・スリラー。当時夫婦だったクリストファー・ランバートとダイアン・レインが作中でも愛し合うようになる役で共演している。
日本公開時のキャッチコピーは「怨みの紋様は、白と黒。」

## ストーリー
シアトル沖の島にあるホテルで、チェスの世界大会の出場者を決める大会が行われていた。娘のエリカと盲目の師ジェレミーと共にそこを訪れていたピーターは優勝候補であるが、3年前に対戦したユリリヴッチに追い上げられていた。ピーターはホテルの従業員デビーと一夜を共にするのだが、翌日彼女が変死したことを知らされる。
警察署長のフランクとワグナー刑事はピーターを容疑者としてマークするも、決め手となる証拠が無かった。そんな中ピーターに犯人から電話がかかってきて、すぐ警察に連絡するも疑いは晴れなかった。心理学者のキャシーはフランク署長の依頼でピーターの精神鑑定を行うが、彼女にも無罪かどうかの判断はできなかった。
その後も殺人は繰り返され、犯人からの電話も続いた。ピーターは次第に、犯人が島自体をチェスに見立てていることに気付き始める。ピーターとキャシーは次第に愛し合うようになっていたが、ついにキャシーが犯人に襲われ、犯人と同じ場所に傷を負っていたピーターは警察に連行されてしまう。

## キャスト
- ピーター・サンダーソン - クリストファー・ランバート
- キャシー・シェパード - ダイアン・レイン
- フランク・セドマン署長 - トム・スケリット
- アンディ・ワグナー刑事 - ダニエル・ボールドウィン
- エリカ・サンダーソン - キャサリン・イザベル
- デイヴィッド・ウィラーマン - チャールズ・ベイリー・ゲーツ
- ジェレミー・エドモンズ - ファーディ・メイン
- スティーヴ・ノーラン - ブルー・マンクマ